# Centro de exterminio nazi de Sonnenstein
El centro de exterminio nazi de Sonnenstein (en alemán: NS-Tötungsanstalt Sonnenstein; literalmente "Institución de matanza nacionalsocialista Sonnenstein") era un centro de exterminio de la Alemania nazi ubicado en la antigua fortaleza del castillo de Sonnenstein cerca de Pirna en el este de Alemania, donde se había establecido un hospital en 1811.
En 1940 y 1941, los nazis utilizaron la instalación para exterminar a unas 15 000 personas en un proceso que fue etiquetado como «eutanasia». La mayoría de las víctimas padecían trastornos psicológicos y discapacidad intelectual, pero también incluía a los reclusos de los campos de concentración nazis. El instituto se creó después del comienzo de la Segunda Guerra Mundial como parte de un programa que abarcaba todo el Reich, estaba coordinado centralizadamente y en gran parte era secreto —llamado Acción T4—, con el fin de conseguir la eliminación de la vida indigna de ser vivida (Vernichtung lebensunwerten Lebens) o la matanza de lo que los nazis llamaron «existencias de peso muerto» (Ballastexistenzen). Hoy, existe el Memorial de Pirna Sonnenstein (Gedenkstätte Pirna Sonnenstein) erigido para conmemorar a las víctimas de estos crímenes.
El centro de exterminio entró en funcionamiento en junio de 1940.